# کلاوس شیپروسکی
کلاوس شیپروسکی (آلمانی: Claus Schiprowski؛ زادهٔ ۲۷ دسامبر ۱۹۴۲) ورزشکار پرش با نیزه اهل آلمان است.